# Hommes et Terres du Nord
La Revue Hommes et Terres du Nord était une revue scientifique et de vulgarisation de géographie humaine, bisannuelle jusqu'en 1979, puis trimestrielle de 1980 à 2005, créée en 1963 par la Société de géographie de Lille puis prise en charge par l'UFR de Géographie et d'aménagement de l'Université de Lille 1. 
Sa naissance a été saluée en 1963 par Jean Robert dans la revue Norois. J. Robert précisant alors cette nouvelle revue Hommes et Terres du Nord était « publiée avec le concours du CNRS et de plusieurs grandes Sociétés et Firmes de la région du Nord », et qu'elle résultait de la fusion de deux publications annuelles :  
- la Revue du Nord[2]
- le Bulletin de la Société de géographie de Lille créé en 1958[3].

Le comité de rédaction en est d'abord présidé par le Pr Pinchemel. Elle a été publiée jusque fin 2005, pour être remplacée en 2006 par la revue Territoire en Mouvement . Il était également ouvert à des non-géographes.

## Éditeur
Elle était éditée par l’Université de Lille 1 (à Villeneuve-d'Ascq, en région Nord-Pas-de-Calais). 
Elle avait comme objectif dès son origine - et avant la création de la Région Nord-Pas-de-Calais - « la connaissance de la région du Nord », dans toutes ses dimensions, historiques, transfrontalières, littorale et marine, socioculturelles, etc.

## Contenu et ligne éditoriale
Son aire géographique d'intérêt et son unique sujet d’étude était le nord de la France (Picardie, Nord-Pas-de-Calais), ainsi que son contexte biogéographique (Bassin parisien, bassin de l'Escaut, pas de Calais, Manche/mer du Nord, Belgique, Pays-Bas…) et socioculturel et politique de l’Europe du Nord-Ouest ; avec comme principale clé d’entrée la géographie urbaine, la géographie industrielle, la géographie régionale, l'évolution des paysages et l'étude de leurs temporalités ; thèmes que de nombreux auteurs ont aussi éclairé par la géographie physique, l'histoire (incluant la préhistoire) et les évolutions socioéconomiques de l'économie régionale, la régionalisation et le mouvement de décentralisation . Il y a eu au moins une exception avec un numéro spécial consacré à Malte.
Les évolutions de la revue traduisent aussi celles de la géographie française en tant que discipline scientifique et universitaire. La revue est également très ancrée dans le développement régional.

## périodes
Plusieurs auteurs, en se basant notamment sur des « tables générales de la revue publiées en 2007 », distinguent durant ses 43 années d'évolution trois période dans la vie de la revue ;
1. Revue régionale de géographie de 1963 à 1972 ;
2. revue de géographie régionale de 1973 à 1991 ; la ligne éditoriale privilégie la géographie régionale et l'aménagement du territoire ;
3. devenant progressivement plus généraliste de 1992 à 2005, avec notamment l'introduction de notions alors encore émergentes telles que le développement durable, l'aménagement intégré, etc.

## Succession ou renaissance
En 2006, la revue évolue en changeant de nom. 
Elle devient la revue Territoire en mouvement, avec un comité de rédaction élargi à des géographes de chaque université régionale et d'une université belge K.U.Leuven (Katholieke Universiteit Leuven, l'Université catholique néerlandophone de Louvain). 
Selon son site internet, le comité scientifique est également ouvert à des chercheurs d'autres régions et pays.
Cette nouvelle revue est accessible sur le portail OpenEdition Journals. Elle est toujours imprimée par l'Université des sciences et technologies de Lille et soutenue par l' Institut des sciences humaines et sociales (ISSHS) du CNRS.